# Głodowo (obwód pskowski)
Głodowo (ros. Глодово) – wieś (ros. деревня, trb. dieriewnia) w zachodniej Rosji, w wołoście Luszczikskaja (osiedle wiejskie) rejonu bieżanickiego w obwodzie pskowskim.

## Geografia
Miejscowość położona jest nad rzeką Aszewka, 8 km od centrum administracyjnego osiedla wiejskiego (Luszczik), 12 km od centrum administracyjnego rejonu (Bieżanicy), 124 km od stolicy obwodu (Psków).

## Demografia
W 2010 r. miejscowość nie posiadała mieszkańców.